# Tadeusz Widła
Tadeusz Widła (ur. 19 sierpnia 1951 w Woli Zabierzowskiej, zm. 7 października 2020 w Katowicach) – polski prawnik, profesor nauk prawnych, kryminalistyk, profesor zwyczajny Uniwersytetu Śląskiego.

## Życiorys
Syn Tomasza i Stefanii. W 1977 na podstawie rozprawy pt. Kryminalistyczna ekspertyza obrazów otrzymał na Wydziale Prawa i Administracji Uniwersytetu Śląskiego stopień naukowy doktora nauk prawnych w zakresie prawa. W 1989 na Wydziale Prawa i Administracji Uniwersytetu Jagiellońskiego na podstawie dorobku naukowego oraz rozprawy pt. Cechy płci w piśmie ręcznym uzyskał stopień doktora habilitowanego nauk prawnych w zakresie prawa, specjalność: kryminologia. W 2001 prezydent RP nadał mu tytuł naukowy profesora nauk prawnych. Został profesorem zwyczajnym Uniwersytetu Śląskiego.
Wieloletni kierownik Katedry Kryminalistyki Wydziału Prawa i Administracji UŚ. Pod jego kierunkiem stopień naukowy doktora otrzymali m.in. Marek Leśniak (1999), Michał Gramatyka (1999) i Dorota Zienkiewicz (2000).
Był członkiem Rady Naukowej Polskiego Towarzystwa Kryminalistycznego.
Pochowany na cmentarzu wojskowym przy ul. Prandoty w Krakowie (kw. LXXXVI-5-44).

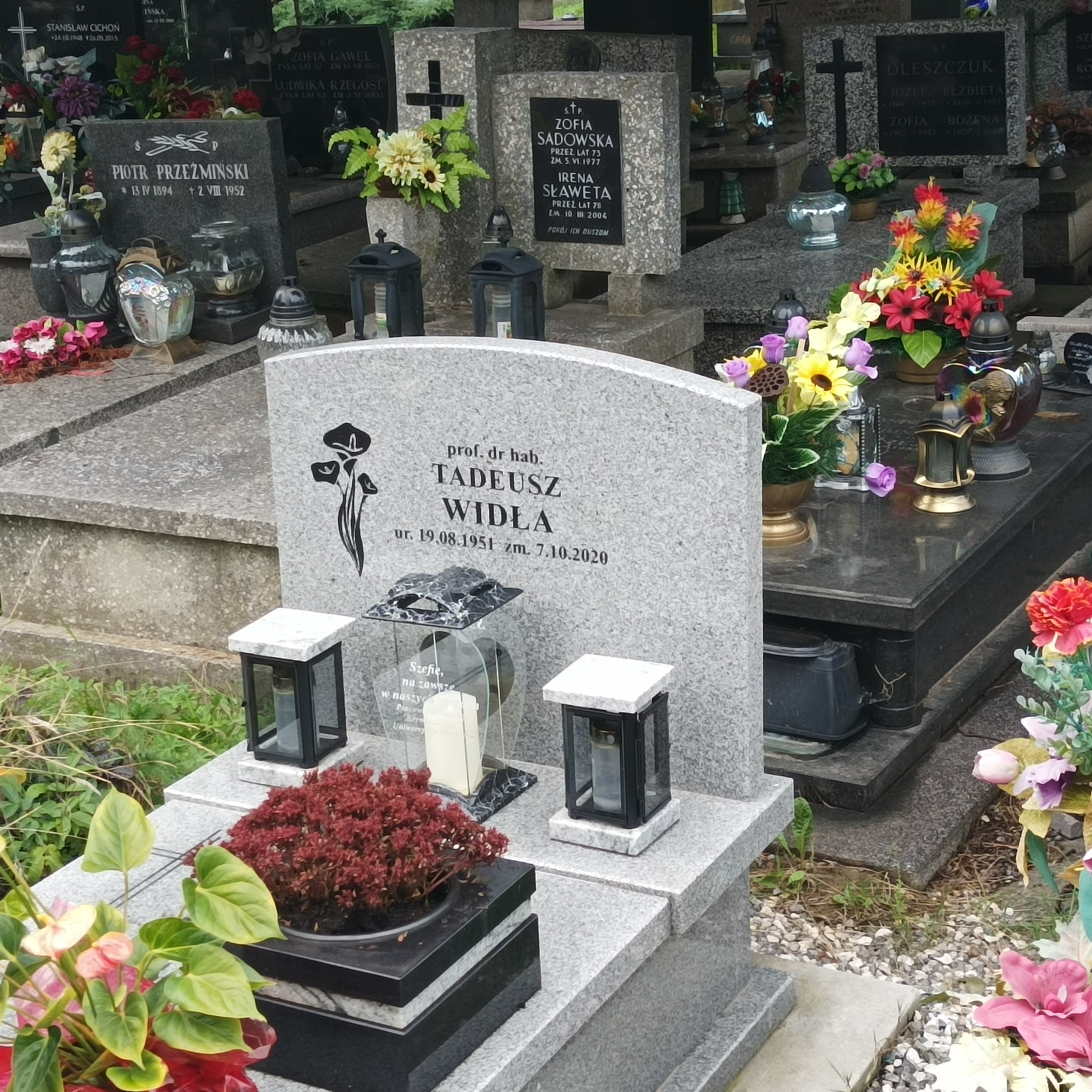
Grób prof. Tadeusza Widły na cmentarzu wojskowym przy ul. Prandoty w Krakowie

## Wybrane publikacje
Źródło: strona Wydziału Prawa i Administracji UŚ
- Świat sygnatur, Katowice: Wydawnictwo Uniwersytetu Śląskiego, 2017.
- Ekspertyza sygnatury malarskiej, Katowice: Wydawnictwo Uniwersytetu Śląskiego, 2016.
- Obszary badawcze współczesnej kryminalistyki (red. nauk.) Katowice: Wydawnictwo Uniwersytetu Śląskiego, 2011.
- Logika : zadania, testy, pytania egzaminacyjne (współautorka: Dorota Zienkiewicz), Warszawa: Wydawnictwo C. H. Beck, 2010.
- Kryminalistyka (współautorzy: Jerzy Konieczny, Jan Widacki), Warszawa: Wydawnictwo C.H.Beck, 2008 (i kolejne wydania)
- Logika (współautorka: Dorota Zienkiewicz), Warszawa: C.H. Beck, 2005 (i kolejne wydanie).
- Wokół problematyki dokumentu: księga pamiątkowa dedykowana Profesorowi Antoniemu Felusiowi (red. nauk.) Katowice: Wydawnictwo Uniwersytetu Śląskiego, 2005.
- Ocena dowodu z opinii biegłego, Katowice: Uniwersytet Śląski, 1992.
- Cechy płci w piśmie ręcznym, Katowice: Uniwersytet Śląski, 1986.

## Odznaczenia
Źródło: „Dziennik Zachodni”
- Złoty Krzyż Zasługi (1993)[11]
- Medal Komisji Edukacji Narodowej (1995)
- Złota Odznaka za zasługi dla UŚ (1999)
- Krzyż Kawalerski Orderu Odrodzenia Polski (2005)[12]